# Bruce Rondón
Bruce Rondón (né le 9 décembre 1990 à Valencia, Carabobo, Venezuela) est un lanceur droitier des Ligues majeures de baseball jouant avec les Tigers de Détroit.

## Carrière
Bruce Rondón signe son premier contrat professionnel en 2007 avec les Tigers de Détroit. Il joue sa première année dans l'organisation dans la Ligue d'été du Venezuela avant de poursuivre son apprentissage dans les ligues mineures jusqu'au niveau Triple-A, qu'il atteint en 2012. Cette année-là, où il débute en Double-A chez les SeaWolves d'Érié avant de graduer à l'échelon supérieur chez les Mud Hens de Toledo, Rondón est nommé lanceur de l'année en ligues mineures dans l'organisation des Tigers.

### Saison 2013
Détroit ayant décidé de ne pas renouveler le contrat du lanceur de relève José Valverde après la saison 2012, Dave Dombrowski annonce que Rondón, qui peut lancer des balles à plus de 160 km/h, pourrait être le stoppeur du club en 2013. Mais Rondón connaît un camp d'entraînement difficile en 2013 et est cédé au club-école pour amorcer la saison.
Après quelques semaines chez les Mud Hens de Toledo, le jeune lanceur droitier est rappelé des ligues mineures pour remplacer chez les Tigers Octavio Dotel, blessé, et fait ses débuts dans le baseball majeur le 25 avril contre les Royals de Kansas City. Entré en huitième manche en relève à Justin Verlander avec son club en contrôle 3-2, il donne le point qui permet aux Royals de créer l'égalité 3-3.
Rondón lance 28 manches et deux tiers en 28 sorties en relève pour les Tigers en 2013. Il maintient une moyenne de points mérités de 3,45 avec 30 retraits sur des prises, une victoire, deux défaites et un sauvetage. Il savoure sa première victoire dans les majeures le 4 août 2013 sur les White Sox de Chicago et enregistre son premier sauvetage le 30 août suivant contre les Indians de Cleveland. Il joue très peu en septembre, le dernier mois de la saison régulière, en raison de douleurs au coude droit. Pour cette raison, les Tigers doivent à regret laisser Rondón hors de leur effectif pour les séries éliminatoires, alors que les piètres performances des releveurs minent justement le club, dont le parcours d'après-saison s'arrête à deux victoires d'un retour en Série mondiale.

### Saison 2014
Candidat tout désigné pour lancer en 2014 la 8e manche et préparer l'entrée dans le match du nouveau stoppeur des Tigers, Joe Nathan, Rondón apprend durant le camp d'entraînement une mauvaise nouvelle : les ligaments de son coude droit sont endommagés et il doit subir pour les réparer une opération de type Tommy John qui le mettra à l'écart de la compétition pour au moins une année.